# Ben Zucker
Benjamin Fritsch (Ueckermünde, 4 augustus 1983), bekend onder de artiestennaam Ben Zucker, is een Duitse zanger.

## Biografie
Fritsch groeide op in Oost-Berlijn, in het stadsdeel Berlin-Mitte. Zijn familie en hij vluchtten vlak voor de val van de Berlijnse Muur naar West-Duitsland en keerden later terug naar Berlijn.
Op 14-jarige leeftijd leerde Fritsch gitaar spelen van zijn vader. Aanvankelijk coverde hij Engelse rocknummers, waarna hij Duitstalige muziek ging maken. In 2017 publiceerde hij zijn debuutsingle Na und?!, evenals zijn gelijknamige debuutalbum, dat tot de vierde plek van de Deutsche Albumcharts zou reiken. Onder meer Fritsch' optreden in de tv-show Schlagercountdown van Florian Silbereisen droeg bij aan zijn bekendheid.
In 2018 was de Duitser genomineerd voor een Echo Pop in de categorieën Nationale nieuwkomer en Schlager. Beide prijzen wist hij niet te winnen. Wel sleepte hij in 2018 een Goldene Henne en Die Eins der Besten in de categorie Opkomende artiest in de wacht. Datzelfde jaar stond hij in het voorprogramma van de stadiontournee van Helene Fischer.
Fritsch' tweede album Wer sagt das?! werd gepubliceerd in 2019, waarvan de zogeheten Zugabe!-editie gedurende een week op de eerste plaats van de Duitse hitlijsten stond. Ook het derde album Jetzt erst recht!, dat in 2021 verscheen, behaalde de toppositie.

## Discografie
| Jaar | Album             | Vlag van Duitsland | Vlag van Duitsland | Vlag van Oostenrijk | Vlag van Oostenrijk | Vlag van Zwitserland | Vlag van Zwitserland |
| Jaar | Album             | 100                | weken              | 40                  | weken               | 100                  | weken                |
| ---- | ----------------- | ------------------ | ------------------ | ------------------- | ------------------- | -------------------- | -------------------- |
| 2017 | Na und?!          | 4                  | 129                | 8                   | 66                  | 9                    | 40                   |
| 2019 | Wer sagt das?!    | 1                  | 61                 | 5                   | 15                  | 8                    | 24                   |
| 2021 | Jetzt erst recht! | 1                  | 37                 | 4                   | 5                   | 5                    | 10                   |
| 2023 | Heute nicht!      | 2                  | 9                  | 10                  | 2                   | 13                   | 3                    |